# Ханиф Курейши
Ханиф Курейши, CBE (на английски: Hanif Kureishi) е британски драматург, сценарист, режисьор и писател на произведения в жанра съвременен роман, документалистика и фантастика.

## Биография и творчество
Ханиф Курейши е роден на 5 декември 1954 г. в Бромли, Лондон, Англия. Има по-малка сестра – Ясмин. Баща му Рафиушан Курейши е пакистанец, от заможно семейство от Мадрас, Бомбай, който отива да следва право в Лондон през 1947 г., но остава да работи към посолството на Пакистан и се жени за англичанката Одри Бъс. Той мечтае да е писател и пише романи, които никога не са публикувани, а любовта си към книгите предава на децата си. Откъснати от своята среда те намират света на литературата.
Ханиф учи в техническата гимназия и в Техническия колеж в Бромли. Докато е в колежа е избран за президент на студентската асоциация, а преживяванията му и прототипи на героите от там са включени в полуавтобиографичната му книга „Буда от предградията“. Една година учи философия в Ланкастърския университет, преди да отпадне. По-късно следва в Кралския колеж в Лондон и завършва със степен по философия.
Започва кариерата си през 70-те, като пише еротични произведения под псевдонимите Антония Френч и Карим. Пише пиеси за театъра и разкази. През 1981 г. пиесите му „Borderline“ и „Outskirts“ получават наградата „Джордж Дивайн“. На следващата година започва работа като писател в театър „Роял Корт“ в Лондон.
През 1986 г. е издаден сборникът „My Beautiful Launderette“ с разказ за гей афера между пакистанско момче и бяло момче, бивш скинхедс, в Лондон през 1980 г. Макар да получава критика от мюсюлманската общност, той е адаптиран в едноименния филм от Стивън Фриърс и печели номинация за Оскар за сценарий, и наградата на филмовата критиката за оригинален сценарий.
През 1990 г. е издаден първият му роман, „Буда от предградията“, който печели наградата „Whitbread“ за най-добър първи роман. По него е направен сериал от Би Би Си със саундтрак от Дейвид Бауи. През 1991 г. той пише сценария и режисира филма „London Kills Me“.
В произведенията си като „The Black Album“ и „My Son, the Fanatic“ развива темата за религиозната нетърпимост и ислямския фундаментализъм.
През 1998 г. излиза книгата „Интимност“, описваща историята на мъж, оставил семейството си заради по-млада жена, защото се чувства физически и емоционално отхвърлен от жена си. По негови мотиви е направен едноименният филм от Патрис Шеро с участието на Кери Фокс и Сузана Харкър, който печели Златна мечка за най-добър филм на Берлинския филмов фестивал. Филмът предизвиква критиката със своите откровени секс сцени. Темата на филма съвпада и с разпадането на първия брак на писателя с Трейси Скофийлд.
Духът на 60-те години – „секс, наркотици и рокендрол“ – e неизменна нишка в творчеството на писателя, както в романите, така и в пиесите му.
За творчеството си е номиниран и получава различни награди. През 2008 г. е удостоен с титлата Командор на Ордена на Британската империя. Кавалер е на Френския орден за изкуство.
През 2013 г. Курейши е назначен за преподавател в Университета „Кингстън“ в Лондон. През 2014 г. Британската библиотека обявява, че ще съхранява архива му, обхващащ 40 години от писателската му кариера, включващ дневници, тетрадки и проекти.
Ханиф Курейши живее със семейството си в Западен Лондон.

## Произведения

### Романи
- The Buddha of Suburbia, London: Faber and Faber, 1990
Буда от предградията, изд.: ИК „Прозорец“, София, 2015, прев. Калоян Игнатовски
- The Black Album, London: Faber and Faber, 1995
- My Beautiful Laundrette, London: Faber and Faber, 1996
- Intimacy, London: Faber and Faber, 1998
- Gabriel's Gift, London: Faber and Faber, 2001
Дарбата на Гейбриъл, изд.: ИК „Прозорец“, София (2007), прев. Калоян Игнатовски
- The Body, London: Faber and Faber, 2003
- Something to Tell You, London: Faber and Faber, 2008
- The Last Word, London: Faber and Faber, 2014
- The Nothing, London: Faber and Faber, 2017
- What Happened?, London: Faber and Faber, 2019

### Пиеси
- The King and Me (1980)
- Outskirts (1981)
- Borderline (1981)
- Birds of Passage: Plays (1983)
- Sammy and Rosie Get Laid (1988)
- London Kills Me (1991)
- My Son, the Fanatic (1998)
- Спи с мен, Sleep with Me (1999)
- The Mother (2003)
- When the Night Begins (2004)
- Venus (2007)
- The Black Album – Adapted for the Stage (2010)

### Разкази
- The Buddha of Suburbia (1987)

### Сборници
- My Beautiful Launderette; The Rainbow Sign (1986)
- Outskirts and Other Plays: The King And Me / Borderline / Birds of Passage (1992)
- Love in a Blue Time (1997)
- Intimacy (1998)
Интимност, изд.: ИК „Прозорец“, София (2006), прев. Калоян Игнатовски
- T V: Collected Plays (1999)
- Hanif Kureishi Plays (1999)
- Midnight All Day (1999)
- Intimacy and Midnight All Day: Stories (2001)
- Collected Screenplays 1 (2002)
- The Body: And Seven Stories (2002)
Тялото, сп. „Съвременник“ (2004), прев. Здравка Евтимова
- Ox-Tales: Earth (2009) – с Кейт Аткинсън, Джонатан Бъкли, Джонатан Коу, Марти Леймбач, Марина Левицка, Иън Ранкин, Викрам Сет, Никълъс Шекспир и Роуз Тримейн
- The Black Album with My Son the Fanatic: A Novel and a Short Story (2009)
- Collected Stories (2010)
- RED (2012) – със Сесилия Ахърн, Рейчъл Къск, Макс Хейстингс, Виктория Хислъп, Антъни Хоровиц, Ема Донахю, Андрю Моушън и Уил Селф

### Документалистика
- The Faber Book of Pop (1995) – с Джон Савидж
- Dreaming and Scheming: Reflections On Writing And Politics (2002)
- My Ear at His Heart (2004)
- The Word and the Bomb (2005)
- War With No End (2007) – с Джон Бърджър, Наоми Клайн, Чайна Миевил, Арундати Рой, Джо Сако, Адаф Суейф и Хайфа Зангана
- Collected Essays (2011)

### Филмография
- 1985 My Beautiful Laundrette – сценарий
- 1991 London Kills Me – сценарий и режисура
- 1993 The Buddha of Suburbia – ТВ минисериал, сценарист
- 1987 Sammy and Rosie Get Laid
- 1997 My Son the Fanatic – история
- 1999 Mauvaise passe
- 2001 Intimacy – по романа
- 2003 The Mother
- 2003 The God of Small Tales
- 2004 Notte senza fine
- 2006/I Venus – история
- 2007 Weddings and Beheadings
- 2008 A Meeting at Last
- 2013 Le Week-End